# Radioteleskop Roberta C. Byrda u Green Banku
Radioteleskop Roberta C. Byrda u Green Banku (eng. Robert C. Byrd Green Bank Telescope) (GBT) najveći je svjetski potpuno zakretljivi radioteleskop, koji se nalazi u Zapadnoj Virginiji, u SAD-u. 
Nosi ime pokojnog senatora Roberta C. Byrda koji je zastupao Zapadnu Virginiju i proguravao kroz Kongres financiraje teleskopa. 
Prije gradnje radioteleskopa Green Bank stari se radioteleskop srušio 1988. zbog iznenadnog gubitka čvrstoće u konstrukciji zavarene ploče koja skuplja stupove, grede i dijagonale.
Objektiv ima dimenzije 100 m sa 110 m, i prekriven je sistemom aktivne površine, što znači da 2004 površinskih panela na reflektoru, može vrlo precizno podesiti 2209 malih motornih pokretača (engl. actuator), tako da se paraboloid može podesiti u točnosti manjoj od 0,077 mm. Deformacije reflektora mogu nastati zbog težine (promjena položaja), vjetra ili dnevnih temperaturnih razlika i upijanja Sunčevih zraka.
Interesantno je da radioteleskop ima bočnu konstrukciju primarnog žarišta, da se manje ometa ulaz signala na reflektoru. Osim toga, dodatno ima Gregorian žarište, da bi se povećao prijam radiovalova od 290 MHz do 90 GHz.

## Važnija otkrića
- 2002. godine Green Bank radio teleskop je otkrio 3 nova pulsara u globularnom jatu Messier 62.[3]
- 2006. godine otkriveno je veliko zavojito magnetsko polje u Orion molekularnom oblaku[4] i veliki vodikov superbalon, dalek 23 000 svjetlosnih godina.[5][6]

## Vanjske poveznice
- Official site
- Aerial photo that happened to catch telescope while it was under construction
- Collection of West Virginia photos including Green Bank  Arhivirana inačica izvorne stranice od 2. rujna 2006. (Wayback Machine) from davidmetraux.com